# (170306) Augustzátka
(170306) Augustzátka est un astéroïde de la ceinture principale.

## Description
(170306) Augustzatka est un astéroïde de la ceinture principale. Il fut découvert le 18 septembre 2003 à l'observatoire Kleť par le projet KLENOT. Il présente une orbite caractérisée par un demi-grand axe de 2,42 UA, une excentricité de 0,14 et une inclinaison de 7,0° par rapport à l'écliptique.

## Compléments